# Das Experiment
Das Experiment (en español El experimento) es una película alemana de 2001 dirigida por Oliver Hirschbiegel, famoso director alemán. La película alemana está recogida en la categoría de drama. Se basa en el libro The Black Box publicado por Mario Giordano, que a su vez toma como inspiración el conocido experimento de la cárcel de Stanford que fue realizado en el año  1971 así como el experimento de Milgram.

## Sinopsis
Mediante un anuncio en el periódico se buscan veinte voluntarios varones para realizar un experimento. Tarek Fahd (Moritz Bleibtreu) es un taxista que decide empezar una investigación sobre este extraño experimento para retomar su trabajo como periodista. 
Una vez elegidos los veinte individuos que participarán en la prueba, se divide a este grupo en presos (12) y carceleros (8), obligándoles a comportarse como tales en un recinto cerrado que recrea una prisión, durante un período de dos semanas, y con una serie de reglas que habrán de cumplir. El objetivo del experimento es observar el comportamiento humano frente a esta situación extrema. Sin embargo, el experimento pronto empieza a escaparse de las previsiones y se torna fuera de control cuando ambos grupos se toman su papel demasiado en serio, y los directores de la simulación no logran hacer nada para evitar lo peor.

## Reparto
- Moritz Bleibtreu (Tarek Fahd. Prisionero n.º 77)
- Maren Eggert (Dora)
- Christian Berkel (Steinhoff. Prisionero n.º 38)
- Justus von Dohnanyi (Guardián Berus)
- Oliver Stokowski (Schütte. Prisionero n.º 82)
- Timo Dierkes (Guardián Eckert)
- Nicki von Tempelhoff (Guardián Kamps)
- Antoine Monot Jr. (Guardián Bosch)
- Wotan Wilke Möhring (Joe. Prisionero n.º.68)
- Andrea Sawatzki (Dra. Jutta Grimm)
- Edgar Selge (Profesor Dr. Klaus Thon)
- Polat Dal (Prisionero n.º.40)
- Stephan Szasz (Prisionero n.º.53)
- Danny Richter (Prisionero n.º.21)
- Ralf Müller (Prisionero n.º.15)
- Markus Rudolf (Prisionero n.º.74)
- Peter Fieseler (Prisionero n.º.11)
- Thorsten Dersch (Prisionero n.º.86)
- Sven Grefer (Prisionero n.º.94)
- Lars Gärtner (Guardián Renzel)
- Markus Klauk (Guardián Stock)
- Ralph Püttmann (Guardián Amandy)
- Philipp Hochmair (Lars)
- André Jung (Ziegler)
- Uwe Rohde (Hans)

## Producción
La película fue inspirada en los eventos del experimento de la cárcel de Stanford en los Estados Unidos. Está basada en la novela Black Box de Mario Giordano. 

## Estreno
Das Experiment' se estrenó el 7 de marzo de 2001 en Berlín y se liberó en los cines de Alemania un día después. En el Reino Unido se estrenó el 22 de marzo de 2002 como The Experiment y en los Estados Unidos el 20 de septiembre de 2002.

## Remake
Un remake estadounidense lanzado en 2010 fue dirigido por Paul Scheuring y protagonizado por Adrien Brody, Forest Whitaker, Maggie Grace y Cam Gigandet. La filmación comenzó en Iowa en julio de 2009 y cuando aún se hallaba en grabación los derechos de distribución en Norteamérica fueron adquiridos por Sony Pictures, que estrenó la película en los Estados Unidos el 21 de septiembre de 2010.